# Basmat (ort i Indien)
Basmat är en ort i Indien.   Den ligger i distriktet Hingoli och delstaten Maharashtra, i den centrala delen av landet, 1 000 km söder om huvudstaden New Delhi. Basmat ligger 397 meter över havet och antalet invånare är 63 972.
Terrängen runt Basmat är platt. Runt Basmat är det mycket tätbefolkat, med 1 517 invånare per kvadratkilometer. Det finns inga andra samhällen i närheten. Trakten runt Basmat består till största delen av jordbruksmark.